# Adéla Horáková
Adéla Horáková (* 14. května 1980 Ústí nad Labem) je česká právnička a aktivistka za práva LGBT lidí.

## Život
Narodila se 14. května 1980 v Ústí nad Labem, kde také vyrůstala. V letech 1999–2004 vystudovala Právnickou fakultu Masarykovy univerzity v Brně s titulem Mgr. Během studií absolvovala v letech 2002–2003 také pobyt na univerzitě ve waleském Aberystwyth. Od roku 2011 navázala studiem na Právnické fakultě Univerzity Karlovy v Praze, kde v roce 2013 složila rigorózní zkoušku a získala doktorát z obchodního práva.
Pracovní zkušenosti sbírala mimo jiné na stáži u Evropské komise na Generálním ředitelství pro podnikání (DG Enterprise) v roce 2005 a v řadě advokátních kanceláří. Během prvních 12 let své profesní kariéry se specializovala na právo Evropské unie a obchodní právo. Jako advokátka pracovala pro významné mezinárodní kanceláře v Praze: Clifford Chance (2005–2006), Gide Loyrette Nouel (2006–2010, specializace na právo hospodářské soutěže zejména v energetice) nebo Dentons (2011–2017, zaměření na fúze a akvizice společností a nemovitostí, právo obchodních společností, obchodní smluvní právo, bankovnictví a finance). V posledně zmíněné advokátní kanceláři se vypracovala až do pozice seniorní advokátky, poslední rok zde navíc do července 2018 působila jako manažerka pro bono a diverzity a řídila činnost všech 20 evropských poboček kanceláře v této oblasti.
V létě 2018 se však rozhodla odejít do neziskového sektoru. Již předtím, nejpozději k roku 2015, začala působit jako dobrovolnice v českých organizacích zabývajících se právy LGBT+ osob. Začala jako právní poradkyně spolupracovat s Platformou pro rovnoprávnost, uznání a diverzitu (PROUD), např. v roce 2016 se podílela na přípravě a prosazování novely zákona o registrovaném partnerství. Od roku 2017 se začala angažovat i v kampani Jsme fér, usilující o manželství pro gay a lesbické páry. Posléze se stala také členkou výkonné rady PROUD. Zvyšování diverzity a inkluze na pracovišti se začala věnovat jako konzultantka a členka poroty Pride Business Forum, platformy firem přátelským vůči LGBT+ lidem.